# 努切特
努切特是羅馬尼亞的城市，位於該國西部，由比霍爾縣負責管轄，面積41.11平方公里，海拔高度406米，始建於1950年，2007年人口2,477，居民主要信奉東正教。